# پارادایس، گرنادا
پارادایس، گرنادا (به لاتین: Paradise) یک منطقهٔ مسکونی در گرنادا است که در Saint Andrew's Parish, Grenada واقع شده‌است. پارادایس ۲۰۲ متر بالاتر از سطح دریا واقع شده‌است.